# Sui (Pakistan)
Sui ist ein Ort in Pakistan (Provinz Belutschistan).

## Geographie
Sui liegt etwa 650 km nördlich von Karatschi.
Der Ort ist der Hauptort des gleichnamigen Tehsils im Nordwesten des Distrikts Dera Bugti. Der Tehsil teilt sich in die Union Councils Gandoi, Gulzar, Loti und Sui auf.

## Wirtschaft
Anfang der 1950er begann der wirtschaftliche Aufstieg der Stadt, als man eines der weltweit größten Erdgasfelder bei Sui entdeckte. Die Erdgasgewinnung begann 1955, als man Pipelines nach Hyderabad, Karatschi und Sukkur verlegte. 1958 wurde Multan an die Leitung angeschlossen, später Lahore, Faisalabad und 1970 schließlich Hatar. Außerdem dient das Erdgas als Rohstoff für die Kunstdüngerproduktion.
Obwohl die Fördermenge mit der Zeit allmählich abnahm, war das Gasfeld mit einer täglichen Förderung von 363 Millionen Kubikfuß (MMcf) im Jahr 2021 weiterhin das größte Gasfeld Pakistans.